# Biblioteka cDNA

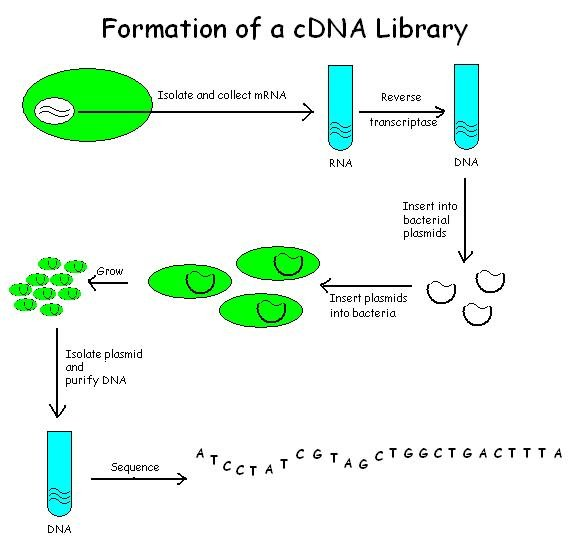
Schemat tworzenia biblioteki cDNA

Biblioteka cDNA – rodzaj biblioteki genowej stanowiącej zbiór kopii mRNA w formie cDNA (komplementarnego DNA) umieszczonych w określonych wektorach.
Ustalanie sekwencji nukleotydów kodujących określone białko u eukariotów jest utrudnione ze względu na fakt, że tylko około 2% genomowego DNA może kodować białko. Pozostała część to sekwencje regulatorowe, introny, egzony nieulegające translacji, różnego rodzaju niekodujące powtarzające się sekwencje. Analiza DNA związana z kodowaniem białka może być znacznie uproszczona, jeśli podda się jej tylko nieprzerwane kodujące sekwencje. Istotne jest to również, jeśli ekspresję takich sekwencji chce się uzyskać w komórkach bakterii czy drożdży, które same nie mogą usuwać niekodujących fragmentów.
W przypadku prokariotów na ogół nie tworzy się bibliotek cDNA z ich mRNA, ponieważ jest on niestabilny i prościej można przygotować biblioteki genomowe z wszystkimi sekwencjami genomowymi.
Zgodnie z centralnym dogmatem biologii molekularnej DNA transkrybowany jest na mRNA, które służy jako matryca do syntezy białka. W związku z tym mRNA reprezentuje część genomu ulegającą ekspresji (geny). Ponieważ do żadnego z powszechnie używanych wektorów nie można wprowadzić RNA, na podstawie mRNA syntetyzuje się komplementarne DNA (cDNA).
W różnych komórkach czy tkankach ekspresji ulega charakterystyczny zestaw genów (a dodatkowo tę ekspresję można modyfikować), dlatego uzyskane mRNA reprezentuje tylko te geny, które w danej komórce czy tkance są aktywne i tłumaczone na białka.

## Procedura
W pierwszym etapie izoluje się RNA danej tkanki czy typu komórek. Następnie oddziela się mRNA, które stanowi tylko 1–5% całkowitego RNA komórki. Wykorzystuje się unikalną cechę mRNA polegającą na występowaniu ogona poli(A) na końcu 3’. Mogą one hybrydyzować (łączyć się)  z syntetycznym oligonukleotydem złożonym z deoksytymidyny – oligo(dT). Można więc przykładowo przepuścić preparat RNA przez kolumnę z oligo(dT)-celulozą lub dodać oligo(dT) związany z magnetycznymi kuleczkami do lizatu komórkowego i odłączyć mRNA od reszty mieszaniny za pomocą silnego magnesu.
Następnie sprawdza się, czy mRNA nie uległ degradacji. Można wykorzystać w tym celu bezkomórkowe systemy translacji (np. lizat retikulocytów królika) lub elektroforezę żelową. Do syntezy cDNA na matrycy mRNA wykorzystywany jest enzym odwrotna transkryptaza. Wymaga to startera, którym zwykle jest oligo(dT). Do syntezy drugiej nici, po zniszczeniu nici mRNA przez hydrolizę alkaliczną, można jako starter zastosować oligo(dG). Zwykle dokonuje się również obróbki końców cDNA, aby uzyskać lepkie końce ułatwiające wprowadzenie go do wektora.
cDNA są stosunkowo krótkie (0,5–10 kpz), dlatego do klonowania często stosuje się wektory plazmidowe. Do uzyskania dużej liczby klonów stosowane są również wektory pochodne faga λ, głównie do konstruowania ekspresyjnych bibliotek cDNA. Są to biblioteki zaprojektowane w taki sposób, aby zoptymalizować ekspresję wprowadzonego fragmentu DNA.